# Anton Leopold Allnoch
Anton Leopold Allnoch (* 15. November 1806 in Neuwalde im Kreis Neiße; † 15. Juni 1888 in Beigwitz, Kreis Neisse) war ein deutscher Politiker der Deutschen Fortschrittspartei und Mitglied des Reichstages.

## Leben und Wirken
Allnoch besuchte das Gymnasium in Neiße. Danach bewirtschaftete er die Familiengüter in der Nähe von Beigwitz bei Neiße, deren Ertrag ihm eine umfangreiche politische Betätigung erlaubte. Seine politischen Wurzeln lagen in der Stadt und dem Kreis Neiße. So war er Amts- und Gemeindevorsteher in Neiße, Kreisverordneter und Mitglied des Kreistages von Neiße. Allnoch war auch zeitweilig Steuereinnehmer und Waisenrat für den Kreis Neiße. Von der Kreisebene rückte Allnoch in den Schlesischen Provinziallandtag auf. 1847 bis 1848 war er Mitglied des Ersten und Zweiten Vereinigten Landtages. In das Preußische Abgeordnetenhaus wurde Allnoch 1852 erstmals für den Wahlkreis Oppeln 9 gewählt. Er stimmte damals mehrheitlich auf der Seite der Linken (Demokraten) ab. Erst 1879 schied er aus dem Preußischen Abgeordnetenhaus aus.
In den Reichstag wurde Allnoch von 1871 bis 1878, jeweils im Wahlkreis Regierungsbezirk Breslau 4 (Namlau – Brieg), gewählt. Er war dort Mitglied der Deutschen Fortschrittspartei.